# Доњи Нерадовац
Доњи Нерадовац, у старијим изворима и Доње Нерадовце, је насељено место града Врања у Пчињском округу. Према попису из 2022. било је 842 становника (према попису из 1991. било је 552 становника).

## Демографија
У насељу Доњи Нерадовац живи 477 пунолетних становника, а просечна старост становништва износи 36,9 година (35,7 код мушкараца и 38,1 код жена). У насељу има 172 домаћинства, а просечан број чланова по домаћинству је 3,68.
Ово насеље је великим делом насељено Србима (према попису из 2002. године), а у последња три пописа, примећен је пораст у броју становника.
|  |

| Демографија | Демографија | Демографија |
| Година      | Становника  | Становника  |
| ----------- | ----------- | ----------- |
| 1948.       | 492         |             |
| 1953.       | 502         |             |
| 1961.       | 482         |             |
| 1971.       | 445         |             |
| 1981.       | 489         |             |
| 1991.       | 552         | 552         |
| 2002.       | 633         | 633         |
| 2011.       | 930         |             |

| Етнички састав према попису из 2002.‍ | Етнички састав према попису из 2002.‍ | Етнички састав према попису из 2002.‍ | Етнички састав према попису из 2002.‍ | Етнички састав према попису из 2002.‍ |
| ------------------------------------ | ------------------------------------ | ------------------------------------ | ------------------------------------ | ------------------------------------ |
|                                      |                                      |                                      |                                      |                                      |
| Срби                                 | Срби                                 |                                      | 632                                  | 99,84%                               |
| Македонци                            | Македонци                            |                                      | 1                                    | 0,15%                                |
| непознато                            | непознато                            |                                      | 0                                    | 0,0%                                 |

| Година пописа     | 1948. | 1953. | 1961. | 1971. | 1981. | 1991. | 2002. |
| ----------------- | ----- | ----- | ----- | ----- | ----- | ----- | ----- |
| Број домаћинстава | 82    | 88    | 96    | 94    | 116   | 142   | 172   |

| Број чланова      | 1  | 2  | 3  | 4  | 5  | 6  | 7 | 8 | 9 | 10 и више | Просек |
| ----------------- | -- | -- | -- | -- | -- | -- | - | - | - | --------- | ------ |
| Број домаћинстава | 16 | 23 | 37 | 50 | 26 | 14 | 4 | 1 | 0 | 1         | 3,68   |

| Пол    | Укупно | Неожењен/Неудата | Ожењен/Удата | Удовац/Удовица | Разведен/Разведена | Непознато |
| ------ | ------ | ---------------- | ------------ | -------------- | ------------------ | --------- |
| Мушки  | 247    | 66               | 167          | 12             | 2                  | 0         |
| Женски | 267    | 53               | 170          | 38             | 6                  | 0         |
| УКУПНО | 514    | 119              | 337          | 50             | 8                  | 0         |

| Пол    | Укупно                    | Пољопривреда, лов и шумарство | Рибарство                            | Вађење руде и камена | Прерађивачка индустрија       |
| ------ | ------------------------- | ----------------------------- | ------------------------------------ | -------------------- | ----------------------------- |
| Мушки  | 143                       | 19                            | 0                                    | 0                    | 73                            |
| Женски | 110                       | 15                            | 0                                    | 0                    | 75                            |
| УКУПНО | 253                       | 34                            | 0                                    | 0                    | 148                           |
| Пол    | Производња и снабдевање   | Грађевинарство                | Трговина                             | Хотели и ресторани   | Саобраћај, складиштење и везе |
| Мушки  | 0                         | 7                             | 10                                   | 2                    | 6                             |
| Женски | 0                         | 0                             | 4                                    | 1                    | 0                             |
| УКУПНО | 0                         | 7                             | 14                                   | 3                    | 6                             |
| Пол    | Финансијско посредовање   | Некретнине                    | Државна управа и одбрана             | Образовање           | Здравствени и социјални рад   |
| Мушки  | 0                         | 0                             | 12                                   | 4                    | 2                             |
| Женски | 1                         | 0                             | 1                                    | 3                    | 5                             |
| УКУПНО | 1                         | 0                             | 13                                   | 7                    | 7                             |
| Пол    | Остале услужне активности | Приватна домаћинства          | Екстериторијалне организације и тела | Непознато            | Непознато                     |
| Мушки  | 3                         | 0                             | 0                                    | 5                    | 5                             |
| Женски | 0                         | 0                             | 0                                    | 5                    | 5                             |
| УКУПНО | 3                         | 0                             | 0                                    | 10                   | 10                            |